# سبخة مليتة
سبخة مِلّيتَة (بالفرنسية: Sabkhet Mellita)‏ هي سبخة ساحلية تقع بشمال غربي جزيرة جربة التونسية، غرب مدينة مليتة.
| سبخة مليتة |